# Arthur Guttmann (Chemiker)
Arthur Guttmann (* 14. April 1881 in Breslau; † 3. Dezember 1948 in London) war ein deutscher Chemiker und Spezialist auf dem Gebiet der Hochofenschlacke.

## Leben
Nach seinem Abitur studierte Guttmann an den Universitäten München und Breslau Chemie und promovierte im Jahr 1908. Anschließend arbeitete er als Assistent an der chemisch-technischen Versuchsanstalt von Hermann Passow im damals noch preußischen Blankenese, dem späteren Laboratorium des Vereins deutscher Hochofenzementwerke e. V. Hamburg. Im Jahr 1912 wurde Guttmann nach der verwaltungstechnischen und räumlichen Zusammenlegung der Hamburger Hochofenzementwerke mit dem Verein Deutscher Eisenportlandzementwerke e. V. in Düsseldorf zum Begründer und Leiter der Düsseldorfer Prüfungsanstalt, dem späteren Forschungsinstitut berufen. In dieser Zeit entstanden die meisten seiner viel beachteten Publikationen und er erwarb sich dabei maßgebliche Verdienste durch die Erforschung der Wiederverwertung von Hochofenschlacke zu Eisenportlandzement, welcher dann ab 1916 für den Stahlbetonbau zugelassen werden konnte. Schließlich wechselte Guttmann 1930 noch an die Fakultät für Stoffwirtschaft der RWTH Aachen, wo er als Dozent einen Beamtenvertrag erhielt.
Im Frühjahr 1933 begannen nun jedoch auch an der RWTH Aachen die Denunziationsmaßnahmen der Studentenschaft. Hierbei ließen der ASTA (Allgemeiner Studentenausschuss) und die Studentenführer dem hierfür extra eingesetzten Denunziationsausschuss bestehend aus Hermann Bonin, Hubert Hoff, Felix Rötscher, Adolf Wallichs und Robert Hans Wentzel darüber Mitteilungen zukommen, welche der Dozenten und Professoren nicht arischer Abstammung waren und vermeintlich oder tatsächlich eine unerwünschte politische Einstellung hatten. Guttmann sollte nun gemäß dem Gesetz zur Wiederherstellung des Berufsbeamtentums auf Grund seiner jüdischen Herkunft zusammen mit den anderen nicht arischen Professoren Otto Blumenthal, Walter Maximilian Fuchs, Ludwig Hopf, Theodore von Kármán, Paul Ernst Levy, Karl Walter Mautner, Alfred Meusel, Leopold Karl Pick, Rudolf Ruer, Hermann Salmang und Ludwig Strauss ab September 1933  die Lehrerlaubnis entzogen werden. Ein Bittschreiben seines amtierenden Rektors Paul Röntgen an den Reichskommissar im Erziehungsministerium Bernhard Rust, Guttmann zur weiteren Umsetzung seines Forschungsauftrags halten zu dürfen, da dieser nicht der jüdischen Glaubensgemeinschaft angehöre, wurde nicht genehmigt. Guttmann wurde entlassen und auch ein erneutes Anstellungsersuchen 1934 unter Rektor Otto Gruber war vergeblich. Schließlich emigrierte er 1938 mit Frau und Tochter nach London, wo man ihm 1941 mitteilen ließ, dass er auf Grund angeblichen Devisenvergehens in Deutschland offiziell ausgebürgert und sein Vermögen beschlagnahmt worden sei. Im Londoner Exil verstarb Guttmann am 3. Dezember 1948, bevor er seinen Plan verwirklichen konnte, wieder an seiner alten Arbeitsstätte zu wirken.

## Werke (Auswahl)
- Die Verwendung der Hochofenschlacke in Baugewerbe; Düsseldorf : Stahleisen, 1919
- Das Scholsche Verfahren zur Herstellung von Leichtsteinen aus Hochofenschlacke; Düsseldorf, Verein deutscher Eisenhüttenleute, 1919
- Schlackenschotterprüfung nach den deutschen und holländischen Richtlinien; Düsseldorf, Verlag Stahleisen, 1925
- Anfertigung der Normenproben durch Pressung; Charlottenburg, Zementverlag, 1926
- Über die Kornfeinheit der Zemente, besonders der Eisenportlandzemente; Charlottenburg: Zementverlag, 1926
- Hochofenschlacke im Straßenbau, mit besonderer Berücksichtigung der Teerstrasse; Düsseldorf, Verlag Stahleisen, 1926
- Schlackensteine und Schlackenpflastersteine in Deutschland; Düsseldorf, Verlag Stahleisen, 1927
- Langfristige Betonversuche mit verschiedenen Zuschlagstoffen, besonders Hochofenstückschlacke; Düsseldorf, Verlag Stahleisen, 1929
- Verwendbarkeit und Eigenschaften von Schlackenwolle; Düsseldorf, Verlag Stahleisen, 1929
- Über die Ursache des "Eisenzerfalls" der Hochofenschlacke; Düsseldorf, Verlag Stahleisen, 1931
- Gewinnung und Eigenschaften von Hochofenschaumschlacke; Düsseldorf, Verlag Stahleisen, 1934
- Über die Druckfestigkeit, Stoßfestigkeit und Abnutzbarkeit von Beton; Berlin-Charlottenburg, Zementverlag, 1936
- Die Wärmedehnungszahl von Beton aus verschiedenen Zementen; Berlin-Charlottenburg, Zementverlag, 1937
- Mineralwolle; Berlin, Buchhandlung der Tonindustrie, 1938